# Sergy (Ain)
Sergy ist eine französische Gemeinde im Département Ain in der Region Auvergne-Rhône-Alpes.

## Geographie
Sergy liegt auf 475 m, etwa 13 Kilometer westnordwestlich der Stadt Genf (Luftlinie). Das ehemalige Bauerndorf erstreckt sich im Pays de Gex an aussichtsreicher erhöhter Lage am Fuß des Juras unterhalb des Crêt de la Neige, am nordwestlichen Rand des Genfer Beckens nahe der Staatsgrenze zur Schweiz.
Die Fläche des 9,46 km² großen Gemeindegebiets umfasst einen Abschnitt des Pays de Gex. Das Gebiet zerfällt in zwei naturräumlich sehr unterschiedliche Teile. Der südöstliche Teil wird von der fruchtbaren Ebene am Jurafuß eingenommen, wobei die östliche Grenze entlang dem Allondon verläuft. Dieser fließt mit mehreren Windungen durch eine breite Talniederung. Von der Ebene des Pays de Gex steigt der Hang sanft gegen den Jura hin an und bildet ein Plateau am Jurafuß.
Nach Nordwesten erstreckt sich das Gemeindeareal als schmaler Streifen über den steilen, dicht bewaldeten Hang bis auf den breiten Kamm der vordersten Jurakette. Durch verschiedene Erosionsrinnen wird der Hang untergliedert. Auf dem Grand Crêt, einem der höchsten Gipfel des Hochjura, wird mit 1702 m die höchste Erhebung von Sergy erreicht. Oberhalb von rund 1500 m befinden sich ausgedehnte Bergweiden, die jedoch auch von typischen Karsterscheinungen wie Dolinen und unwegsamen Karrenfeldern durchsetzt sind. Das Gemeindegebiet ist Teil des Regionalen Naturparks Haut-Jura (frz.: Parc naturel régional du Haut-Jura).
Zu Sergy gehören neben dem ursprünglichen Ort auch verschiedene Weiler und Neubausiedlungen, nämlich:
- Sergy Gare (454 m) am Rand der Talniederung des Allondon beim ehemaligen Bahnhof
- Sergy Dessus (498 m) am Jurafuß oberhalb des Dorfes
- Les Molles (520 m) am Jurafuß oberhalb des Dorfes

Nachbargemeinden von Sergy sind Crozet im Norden, Saint-Genis-Pouilly im Osten, Thoiry im Süden sowie Lélex im Westen.

## Geschichte
Erstmals urkundlich erwähnt wird Sergy im Jahre 1110 unter dem Namen Sergiacus. Im Lauf der Zeit wandelte sich die Schreibweise über Sergye (1261), Sergier (1319), Sergie (1332) und Sergiez (1528) zum heutigen Namen Sergy, der seit 1744 schriftlich belegt ist. Der Ortsname geht auf den gallorömischen Personennamen Sergius zurück und bedeutet so viel wie Landgut des Sergius (Sergiacum).
Seit dem Mittelalter bildete Sergy eine eigene kleine Herrschaft, die der Adelsfamilie de Sergier gehörte. Im 14. Jahrhundert kam das Dorf unter die Oberhoheit der Grafen von Savoyen. Danach teilte Sergy die wechselvolle Geschichte des Pays de Gex, mit dem es nach Abschluss des Vertrages von Lyon 1601 endgültig an Frankreich gelangte.

## Bevölkerung
| Jahr                       | 1962 | 1968 | 1975 | 1982 | 1990 | 1999 | 2010 | 2021 |
| -------------------------- | ---- | ---- | ---- | ---- | ---- | ---- | ---- | ---- |
| Einwohner                  | 271  | 297  | 605  | 946  | 1201 | 1247 | 1977 | 2218 |
| Quellen: Cassini und INSEE |      |      |      |      |      |      |      |      |

Mit 2279 Einwohnern (1. Januar 2022) gehört Sergy zu den kleineren Gemeinden des Départements Ain. Seit Mitte der 1960er Jahre wurde ein markantes Bevölkerungswachstum verzeichnet. Besonders starke Wachstumsraten wurden während der 1970er Jahre registriert. In dieser Zeit hat sich die Einwohnerzahl etwa verdreifacht. Außerhalb des alten Ortskerns wurden zahlreiche neue Einfamilienhäuser gebaut.

## Sehenswürdigkeiten
Die Pfarrkirche Saint-Nicolas wurde 1779 errichtet. Ursprünglich aus dem 13. Jahrhundert stammt das Château de Sergy, das während der Französischen Revolution weitgehend zerstört und im 19. Jahrhundert in neuer Form wiederaufgebaut wurde.

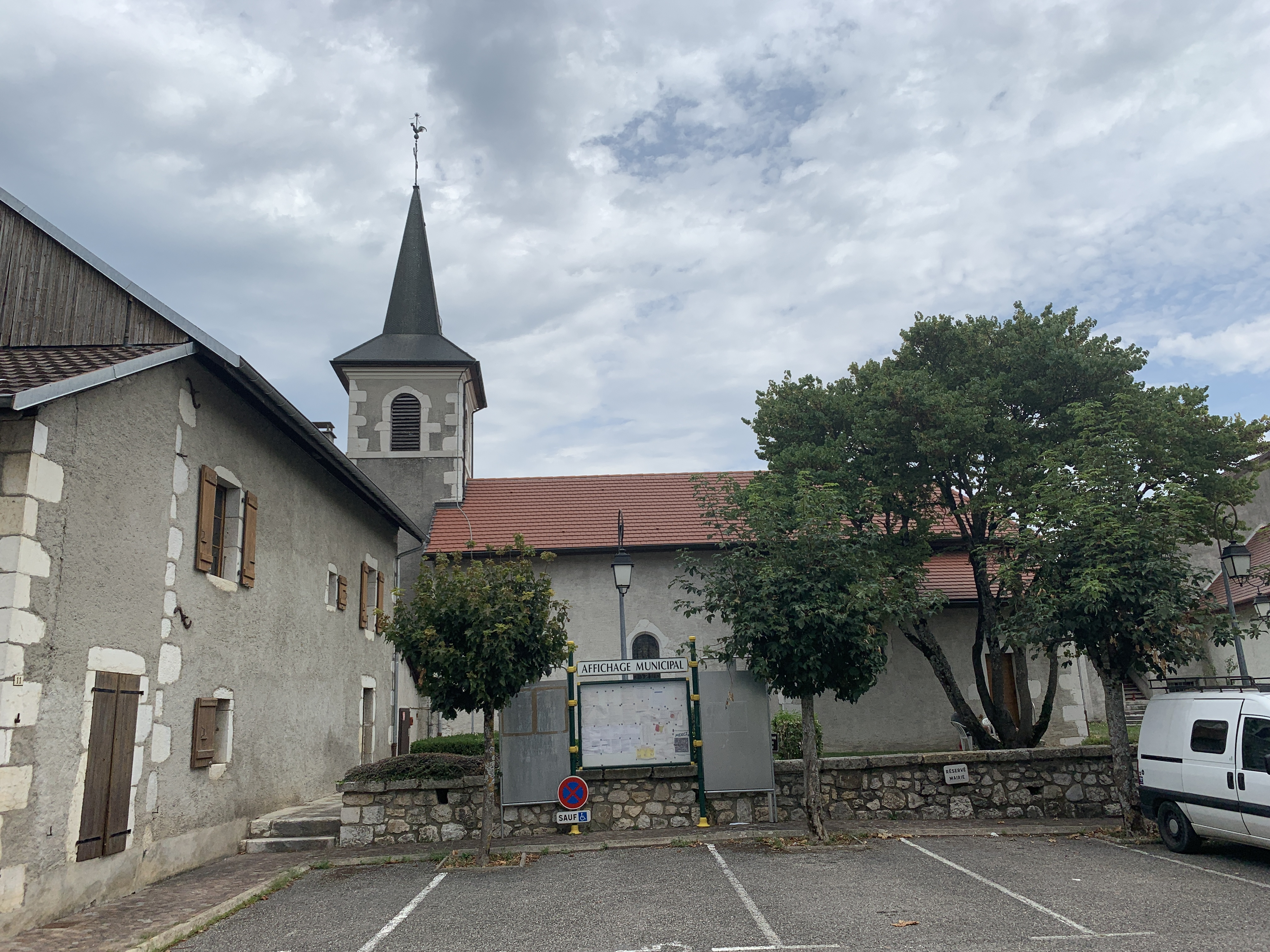
Kirche Saint-Nicolas
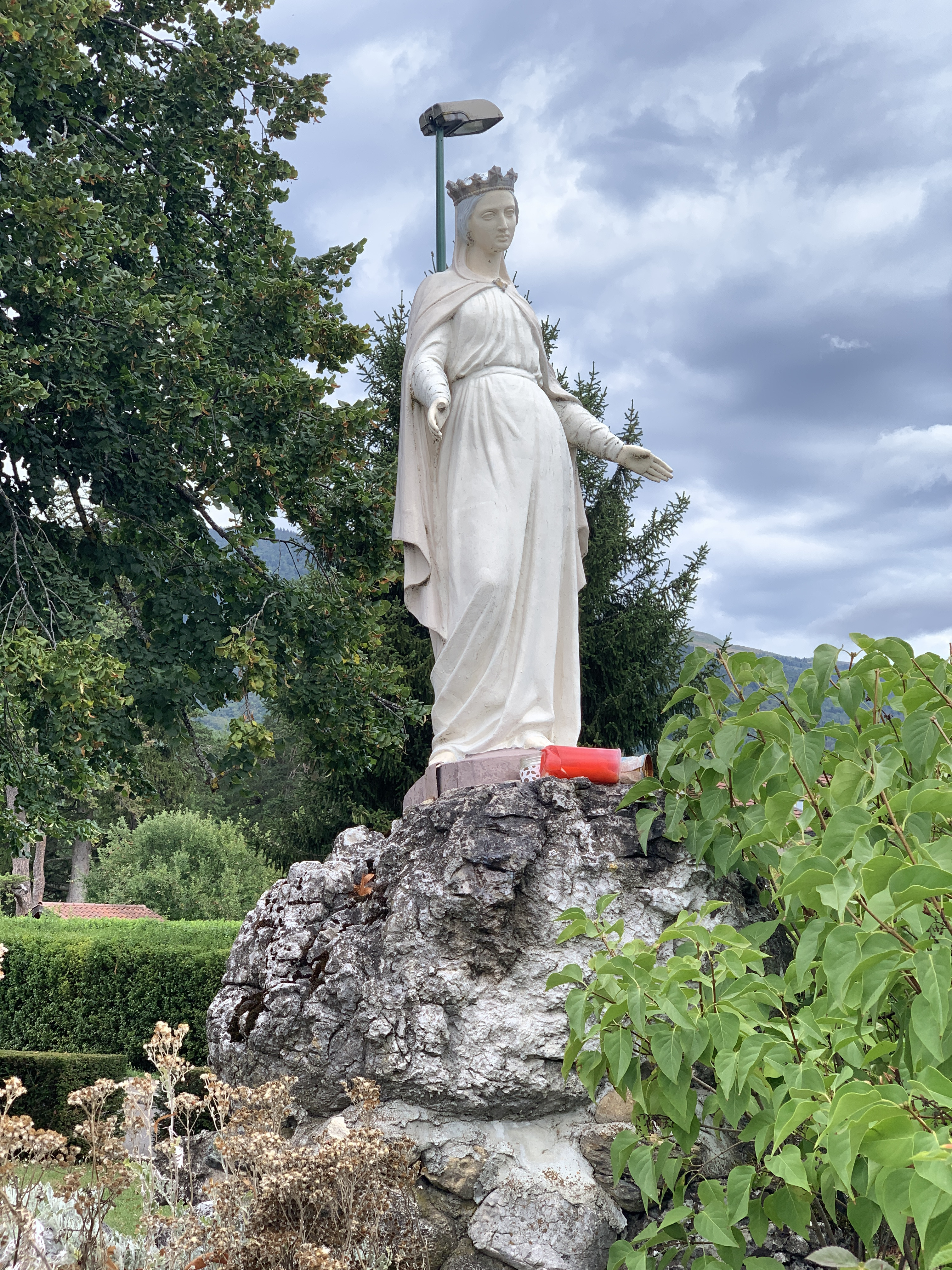
Marienstatue
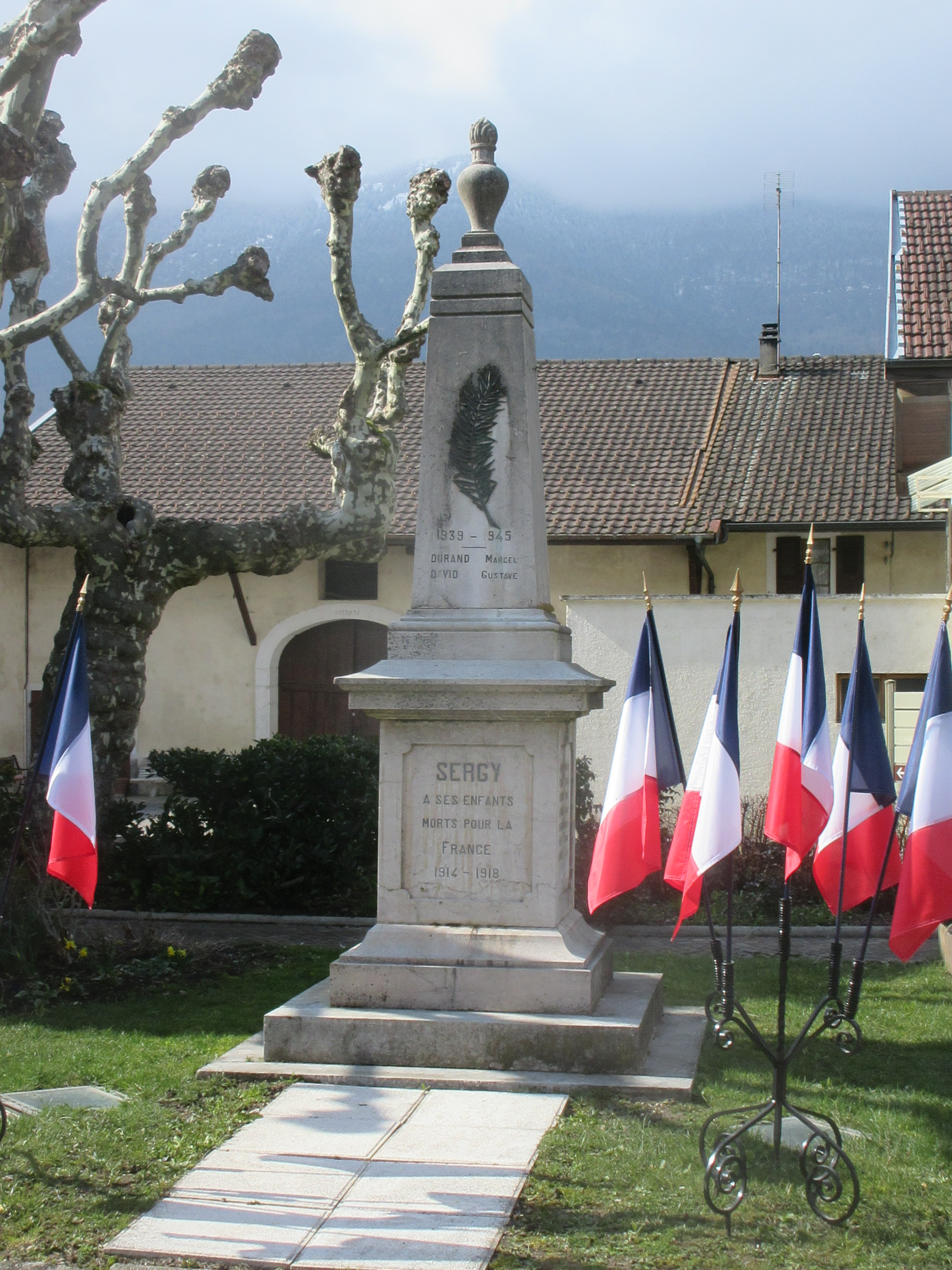
Gefallenendenkmal

## Wirtschaft und Infrastruktur
Sergy war bis weit ins 20. Jahrhundert hinein ein vorwiegend durch die Landwirtschaft geprägtes Dorf. Heute gibt es einige Betriebe des Klein- und Mittelgewerbes. Mittlerweile hat sich das Dorf zu einer Wohngemeinde gewandelt. Zahlreiche Erwerbstätige sind Wegpendler, die in den größeren Ortschaften des Pays de Gex oder als Grenzgänger in der Agglomeration Genf arbeiten.
Die Ortschaft liegt abseits der größeren Durchgangsstraßen an einer Verbindungsstraße, die von Saint-Genis-Pouilly nach Thoiry führt. Eine weitere Straßenverbindung besteht mit Crozet. Der nächste Anschluss an die schweizerische Autobahn A1 befindet sich in einer Entfernung von rund 9 km. Die einstige Bahnlinie, die von Bellegarde-sur-Valserine nach Divonne-les-Bains führte und auch Sergy bediente, wurde für den Personenverkehr stillgelegt (die Teilstrecke zwischen Bellegarde und Crozet wird noch für Güterverkehr benutzt). An ihrer Stelle verkehrt heute eine Buslinie.

## Gemeindepartnerschaft
Seit 2004 unterhält Sergy eine Gemeindepartnerschaft mit der italienischen Gemeinde Ponzone.